# Artifizialismus (Psychologie)
Der von Jean Piaget geprägte Begriff des Artifizialismus beschreibt eine entwicklungspsychologische Theorie des Egozentrismus.
Der Begriff Artifizialismus stammt aus der Entwicklungstheorie von Jean Piaget. Er wird von Pädagogen und Entwicklungstheoretikern benutzt, um das Verhalten von Kindern in der von Jean Piaget als präoperationales Entwicklungsstadium bezeichneten Entwicklungsphase vom zweiten bis siebten Lebensjahr, zu beschreiben.
Artifizialismus ist eine Unterform des Egozentrismus und beschreibt die Annahme eines Kindes über die Entstehung von Gegenständen oder Dingen. Dabei nehmen Kinder an, dass die Dinge künstlich von Menschenhand oder – bei religiös erzogenen Kindern – von Gott geschaffen werden. Vor dem Hintergrund  artifizialistischer Naturdeutungen werden Naturerscheinungen von Kindern als künstlich hergestellt betrachtet. Aufgrund seiner Erfahrungen verfügt das Kind über ein Konzept des Herstellers und überträgt dieses auf die Naturerscheinungen. 
So geht ein Kind, das in der Phase des Artifizialismus steckt, davon aus, dass auch Naturgebilde wie der Himmel, die Erde oder das Universum von Menschen gemacht worden sind. Eine besondere Rolle nehmen hierbei die Eltern ein, die vom Kinde als Erschaffer, zumindest aber als (all-)mächtige Mitgestalter der Welt empfunden werden.